# Krásná (Karlovy Vary)
Krásná é uma comuna checa localizada na região de Karlovy Vary, distrito de Cheb‎.